# Mahlverfahren

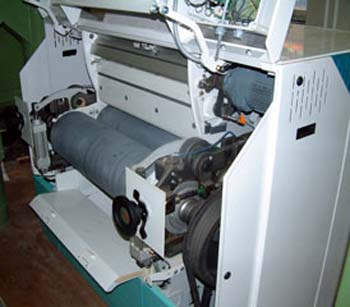
Moderner Walzenstuhl in einer Mehlmühle

Mahlverfahren, auch als Müllerei bezeichnet, sind technologische Prozesse zur Gewinnung von pulverförmigen (mehlartigen) Produkten aus groben, festen Stoffen, im landläufigen Sinn nur die Aufbereitung von Getreide zu Mehl, Grieß, Dunst und Schrot in einer Getreidemühle.

## Verfahren
Gängige Verfahren sind wie folgt:
- Flachmüllerei,
- Hochmüllerei,
- Halbhochmahlverfahren,
- Kombiniertes Mahlverfahren und
- Schälmüllerei.

Die Vermahlung erfolgt prinzipiell mit den Verfahren Zerkleinern (Mahlen), Absieben (Sichten) und Mischen der verschiedenen Zwischenprodukte. Das Mahlen geschah früher im Mahlgang (Mahlsteine), heute jedoch auf Walzenstühlen, in denen das Getreidekorn zerschnitten und zerrieben wird.
Flachmüllerei (Flachmahlverfahren) bedeutet, mit wenigen (etwa drei bis vier) Durchgängen (Passagen) das Getreide schnellstens zu Mehl zu vermahlen und Schrote und Grieße gemeinsam zu vermahlen. Es ist ein Mahlverfahren, was vorwiegend für Roggen verwendet wird. Im Gegensatz zur Hochmüllerei wird durch einen engen Walzenabstand (flache Walzenführung) das Korn sofort stark zerrissen und es ergibt sich eine hohe Mehlausbeute bei geringer Passagenzahl. Dabei gelangen auch verstärkt Inhaltsstoffe aus den Randschichten des vermahlenen Getreidekorns in das Mehl, wodurch es dunkler und mineralstoffreicher wird.
Die Hochmüllerei (Hochmahlverfahren) ist ein Mahlverfahren, bei dem im Gegensatz zur Flachmüllerei die Walzen (früher Steine) anfänglich mit verhältnismäßig großem, nach und nach geringer werdendem Abstand geführt werden. Nach jedem Mahlgang wird das Feingut (Mehl) abgesiebt und die groben Fraktionen (Schrot, Grieß, Dunst) dem Walzwerk rückgeführt. Das schonende Hochmahlverfahren gestattet eine weitestgehende Mehlsortierung nach Korngrößen und die Gewinnung von Grieß und Dunst. Es umfasst die ausgedehnte Vermahlung mit bis zu dreißig Durchgängen bei Weizen, damit ist eine hohe Qualität der erzeugten weißen Mehle möglich. Das Verfahren wird heute überwiegend bei Hartweizenmühlen angewandt, für die es in Österreich-Ungarn im 19. Jahrhundert auch vorrangig entwickelt wurde.
Das (deutsche) Halbhochmahlverfahren ist eine Verbindung der beiden vorgenannten Verfahren. Es trägt den Sorteneigenschaften der weicheren deutschen Weizensorten Rechnung und ist vor allem für die Mehlproduktion bestimmt.
Kombinierte Mühlen verarbeiten Roggen und Weizen auf einem gemeinsamen Mahlsystem (Kombiniertes Mahlverfahren). Diese Mühlen stellen stets einen Kompromiss zwischen Flachmahl- und Halbhochmahlverfahren dar.
Bei größeren Mühlen wird im automatischen Durchgang gearbeitet. Das bedeutet, dass jede Mahlmaschine bzw. Passage nur einmal benutzt wird. Der Lauf der entstehenden (Zwischen-)Produkte wird durch verschiedene Klappeneinstellungen vorgegeben. Damit können auch bestimmte Qualitätsschwankungen zielgerichtet aufgefangen werden.
Die Schälmüllerei ist ein eigenständiges Mahlverfahren und wird vor allem für die Verarbeitung von Gerste, Hafer, Reis und Dinkel angewendet, bei der es auf das Schälen und/oder das Entspelzen des Getreidekorns ankommt. Zu diesem Zwecke kann mit einer normalen Schälmaschine das Korn mehrfach intensiv geschält werden oder es wird ein besonderer Schälgang eingeführt, in dem die Körner mit speziell ausgebildeten Reibflächen über eine bestimmte, einstellbare Schäldauer bearbeitet werden. Da hierbei immer ein Anteil an Körnerbruch entsteht, ist eine nachfolgende Sichtung unumgänglich. Als Begriffe sind die Graupenmühle (Graupen sind praktisch der weißgeschälte Mehlkörper der Wintergerste) und die Hafermühle (Hafer ist ein Spelzgetreide, das im Rahmen der Verarbeitung noch zusätzlich einer Wärmebehandlung unterzogen werden muss) bekannt.